# Mouna Ayoub
Mouna Ayoub (Kuwait, 27 febbraio 1957) è un'imprenditrice egiziana e francese di origini libanesi,  molto conosciuta in quanto fa parte del jet-set francese e americano. Spesso è ospite del Festival di Cannes e delle riviste gossip..
La sua storia è stata raccontata nel libro La Vérité: autobiographie ("Schiava di lusso" edito in Italia da Sonzogno).

## Biografia
Nata in una famiglia libanese Cristiano Maronita, all'età di 20 anni - studentessa all'Tolbiac e camerierain un ristorante libanese «le Beyrouth» per arrivare alla fine del mese, si converte all'Islam per sposare l'imprenditore quarantenne Nasser Al-Rashid, consigliere del Re Fahd dell'Arabia Saudita in progetti immobiliari.  Dal 1978 ha vissuto a Riad in quello che ha definito un dorato “palazzo-prigione”. Indossa l'abaya, il velo delle donne saudite, che la copre dalla testa ai piedi, e da lui avrà cinque figli. Nel 1996, dopo diciotto anni di matrimonio, divorzia dal marito con 420 milioni di franchi francesi  (63 milioni di euro) e lascia l'Arabia Saudita. Investe nel mercato degli immobili e in azioni.
Nel 2000 ha scritto un libro autobiografico, La Vérité: autobiographie, presso Michel Lafon, in risposta alle accuse di essere una moderna "Madame Bovary" che le erano state mosse in Medio Oriente da una rivista libanese. In risposta a questo libro, Bernard Pascuito pubblicò Mouna Ayoub, l'autre vérité nel 2001 presso Presses Chatelet. Scott MacLeod, giornalista del Time Magazine, scrisse al riguardo: "Ma se la sua storia fornisce un raro sguardo alla stravaganza spesso causata da una ricchezza inimmaginabile, funge anche da inquietante manifesto contro le estreme restrizioni imposte alle donne da alcune società arabe ultraconservative". L'ex marito intentò causa nel tentativo di interrompere la pubblicazione dell'autobiografia. Il libro diventò un best seller in Francia.

## Una vita di lusso
Nel 2004, la rivista Arabian Business ha classificato Mouna Ayoub al quarantacinquesimo posto tra le personalità di origine araba più ricche, con un patrimonio stimato in 380 milioni di dollari. Vive tra New York, Montecarlo e Neuilly-sur-Seine e frequenta le sfilate organizzate a Parigi.

### La Phocéa

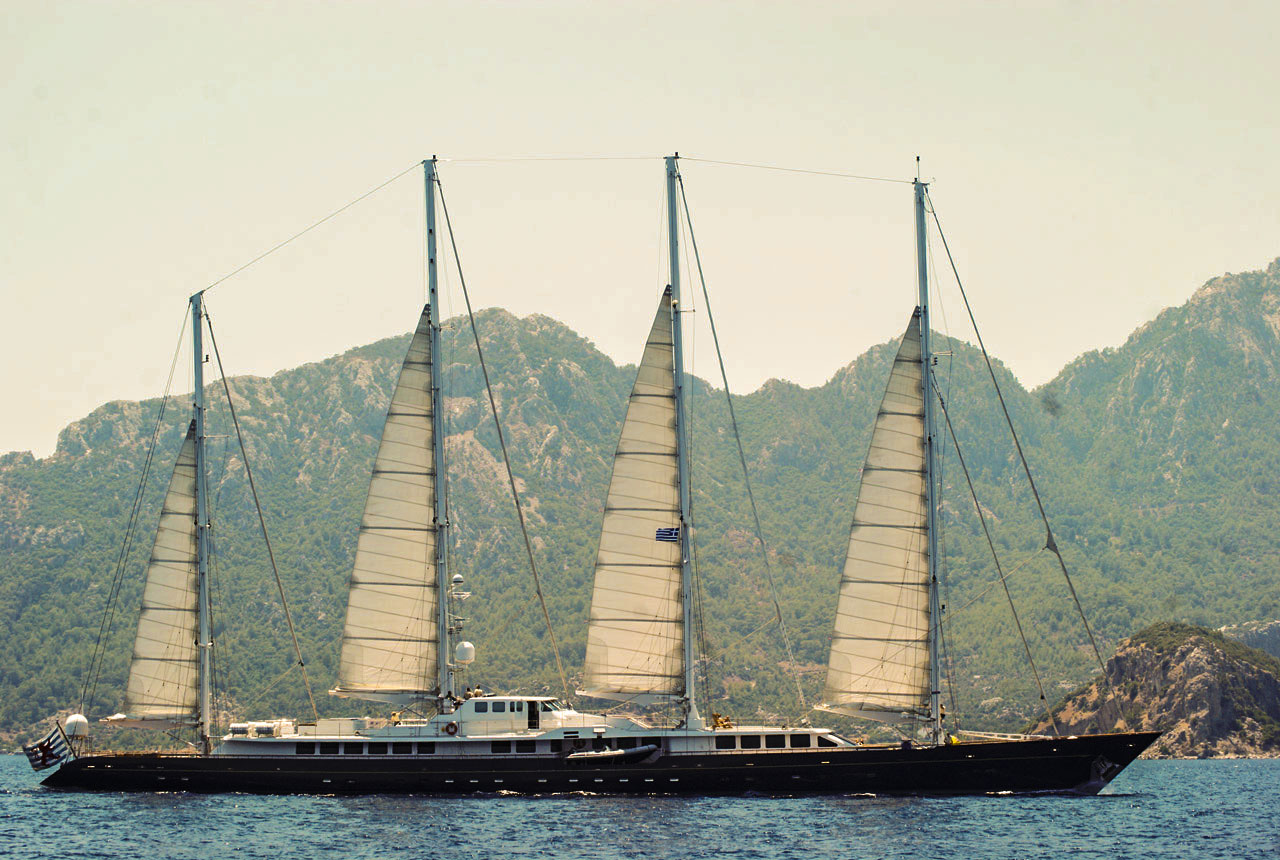
La nave a quattro alberi Phocéa, affondata nel 2021

Nel 1997 ha acquistato lo yacht di lusso di 75 metri chiamato Phocéa, appartenuto al miliardario Bernard Tapie, che fino al 2004 è stato lo yacht a vela più grande del mondo. L'imbarcazione è costata 5,56 milioni di euro, a cui si sono aggiunti 18,25 milioni di euro di lavori di ristrutturazione.  Confidò di aver “speso una fortuna per restaurarlo”. Per pagare la cifra la Ayoub ha venduto una parte della sua collezione di gioielli, compreso il "Diamante Mouna", uno dei diamanti gialli più grandi del mondo, per una cifra di 2,52 milioni di euro, una collana Bulgari per una cifra equivalente e una collezione di gioielli di Tabbah.
Mouna Ayoub ha investito molto nella decorazione del Phocéa; ha accolto a bordo celebrità internazionali, da Kylie Minogue a Jack Nicholson, compresi membri di famiglie reali (danesi, monegasche o spagnole; il re Juan Carlos è sempre stato il benvenuto a bordo 5), grandi capi,  ecc. Racconta nel suo libro La Vérité: “La storia d'amore tra me e Phocéa è iniziata nel 1992. Quell'estate, nuotando nella baia di Cala di Volpe, in Sardegna, mi sono diretta verso questa splendida barca (...). Rimasi subito affascinata dalla sua forma affusolata, dai suoi quattro alberi bianchi che si ergevano verso il cielo, da questa apparizione di un lungo felino disteso sul mare. Fu amore a prima vista. (...) Non riuscivo a staccare gli occhi da questa barca a vela. Fu in quel momento che giurai a me stessa che un giorno sarebbe stata di mia proprietà".
La Associated Press stimava allora il suo patrimonio netto in oltre 300 milioni di dollari. mentre nel 2006 il The New York Times parlava di circa 500 milioni di dollari.
Nel 2009, mentre era ricoverata in ospedale in cura per anoressia,, scoprì all'uscita dall'ospedale che lo yacht non le apparteneva più, venduto dal figlio maggiore (perché preoccupato per la salute della madre a causa delle energie spese per prendersi cura di essa) a un franco-canadese, poi rivenduto all'uomo d'affari tailandese, Pascal Anh Quan Saken; la nave verrà ribattezzata Enigma. Successivamente ha provato a ricomprarla, senza successo, ma, dice, “conservo il sogno di ricomprarla, è la mia barca. È la mia seconda figlia. Quando ho un'idea in mente, so che spesso raggiungo il mio obiettivo”.
Nell'aprile 2014, mise all'asta presso l'Hôtel Drouot mobili, stoviglie e altri accessori di Phocéa che aveva conservato. Con questi soldi, oltre alla vendita dei suoi abiti prêt-à-porter di lusso, sperava di raggiungere il suo obiettivo, acquistare la Phocéa. Sebbene assicuri che "ogni oggetto è legato a un ricordo, in particolare quello riguardante i [suoi] figli, dall'infanzia all'adolescenza", spiegò così la vendita di tutti questi pezzi: "Non voglio più rivivere questi momenti passati della mia vita. Mi addolora molto ritornare a questi ricordi”.

### Alta moda
È proprietaria della più grande collezione di Alta moda del mondo, composta da oltre 10.000 oggetti. Non veste mai lo stesso indumento per due volte e le maggiori case di moda hanno un manichino con le sue misure per poterle confezionare gli abiti in sua assenza. La Associated Press l'ha descritta come una filantropa della moda, dopo che ha donato al Museo della Moda di Parigi un vestito d'oro di Chanel, del valore di 300.000 euro.
La sua ascesa sociale ed economica, da cameriera a moglie di un consigliere del Re saudita a imprenditrice e filantropa è stato oggetto di molti articoli e reportage giornalistici. L'Associated Press ha anche annunciato: "Una delle donne più ricche del mondo questa settimana rivelerà come un matrimonio disastroso con un consigliere della famiglia reale saudita l'abbia portata alla depressione e al tentativo di suicidio".
Alla fine del 2023, ha collaborato con Maurice Auctions e Kerry Taylor per mettere all'asta 252 lotti di haute couture Chanel, da cinture e braccialetti a look completi da passerella. Un cappotto ricamato da Lesage con motivi ispirati alle cineserie, identico a quello presentato in numerose mostre del Metropolitan Museum Costume Institute, aveva la stima più alta di € 150.000-200.000. È stato venduto per 312.000 euro prima dei premi dell'acquirente.

## Opere
- Mouna Ayoub, La Vérité: autobiographie, Michel Lafon, 2000, 234 p. ISBN 978-2-84098-624-9 (in italiano:Schiava di lusso, traduzione di L. Stroppa, edizioni Sonzogno 2001 - 224 pagine - EAN: 9788845420801)